# Bronisław Gimpel

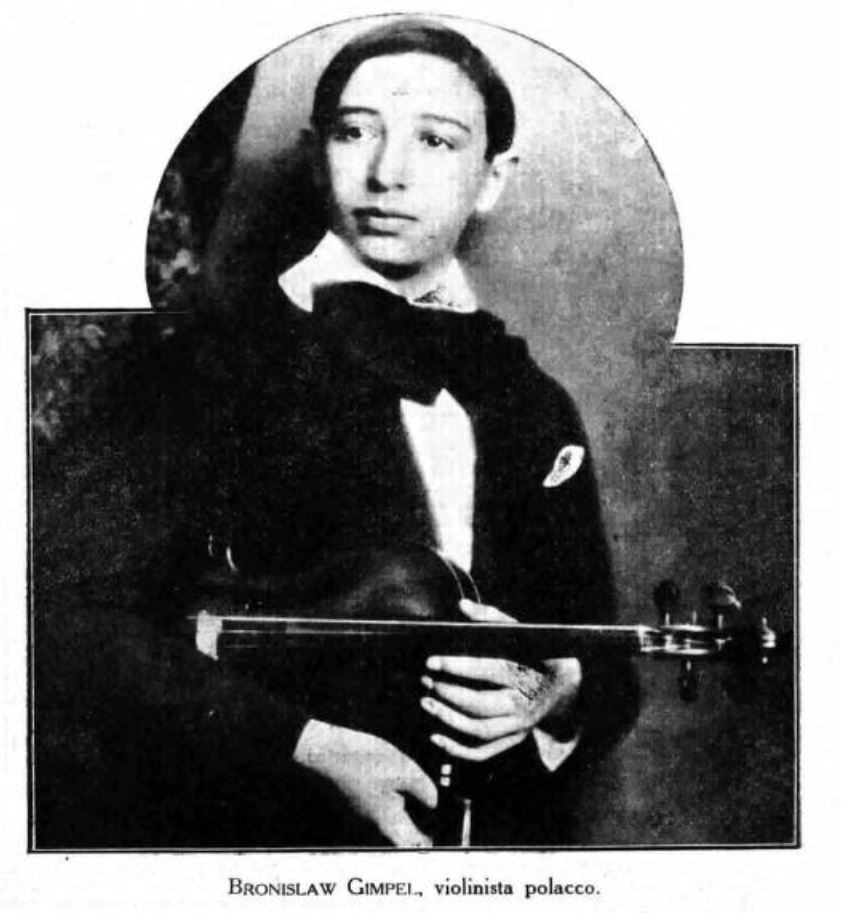
Bronislav Gimpel 1926, im Alter von 15 Jahren

Bronisław Gimpel (* 29. Januar 1911 in Lemberg, Österreich-Ungarn; † 1. Mai 1979 in Los Angeles) war ein polnisch-amerikanischer Geiger und Violinlehrer. 

## Frühe Karriere
Bronisław Gimpel wurde in Lemberg, Teil des polnischen Galiziens, heute Lwiw, Ukraine als Sohn einer musikalischen, jüdischen Familie geboren.
Sein Vater Adolf (* 1875, † nach 1937) galt als begabter Musiker, Geiger, Klarinettist und Pädagoge. Seine beiden älteren Brüder Karol (auch Karl) (* 1904, † 1942 in Buchara) und Jakob (auch Jakub) (* 1906 Lemberg, † 1989 Los Angeles) wurden Pianisten, Jakob war auch als Filmmusiker tätig.
Bronislaw Gimpel begann den Klavier- und Geigenunterricht mit fünf Jahren bei seinem Vater. Im Alter von acht Jahren studierte er bei Moritz Wolfsthal am Konservatorium von Lwów (bis 1918: Lemberg). Von 1922 bis 1926 setzte er seine Studien bei Robert Pollak am Neuen Wiener Konservatorium fort. Mit vierzehn Jahren, im März 1925, debütierte er mit Goldmarks Violinkonzert und dem Wiener Sinfonie-Orchester unter Rudolf Nilius. Ein Jahr später führte eine ausgedehnte Konzerttournee durch Italien zu „Stürmen der Begeisterung“, Auftritten vor König Viktor Emanuel III. und Papst Pius XI. und Einladungen, in Genua auf Paganinis berühmter Guarneri-Geige Il Cannone und in Parma am Grab des Geigers zu spielen. Tourneen durch Südamerika und Europa folgten; Begleiter am Klavier war sein Bruder Karol. 
Vom Herbst 1928 bis zum Frühjahr 1929 besuchte er Kurse unter der Leitung von Carl Flesch an der Berliner Hochschule für Musik. Danach setzte er seine Solokarriere fort, während er von 1929 bis 1931 Konzertmeisterpositionen beim ORAG-Symphonieorchester in Königsberg und von 1931 bis 1936 bei den Göteborger Symphonikern innehatte.
1935 belegte er den 9. Platz beim ersten Henryk-Wieniawski-Violinwettbewerb. 1936/37 unterrichtete er Violine am Lemberger Musik-Institut P.L.I.M.

## Auswanderung in die Vereinigten Staaten
Gimpel, der jüdischer Abstammung war, wanderte 1937 in die Vereinigten Staaten aus. Auf Initiative Otto Klemperers wurde er im Juli 1937 Konzertmeister des Los Angeles Philharmonic Orchestra. Nachdem er von 1942 bis zum Kriegsende in der U.S. Army gedient hatte, arbeitete er fünf Jahre lang als Konzertmeister der ABC Radio Symphony in New York, nahm erfolgreich seine Solokarriere wieder auf, leitete mehrere Kammermusikvereinigungen und wirke als Gastdirigent. Von 1962 bis 1967 war er erster Geiger des Warschauer Klavierquintetts, dem auch Władysław Szpilman angehörte. 1968 wurde er Primgeiger des New England String Quartets.
In Europa trat Gimpel erstmals wieder im Juni 1947 auf: er spielte die europäische Erstaufführung des Violinkonzerts von Erich Wolfgang Korngold mit den Wiener Symphonikern unter Otto Klemperer. Zwischen 1956 und 1959 war er dreimal Gast bei den Berliner Philharmonikern und spielte u. a. als dortige Erstaufführung das Violinkonzert von Benjamin Britten, ein Werk, dessen überarbeitete Version er 1951 unter Thomas Beecham uraufgeführt hatte.

## Lehrstühle
1959 und 1960 führte Bronislaw Gimpel Meisterkurse an der Hochschule für Musik Karlsruhe durch. 1967 nahm Gimpel eine Professur an der School of Fine Arts der University of Connecticut an. Von 1973 bis 1978 war er Professor an der Royal Northern College of Music in Manchester. In dieser Zeit setzte er seine Solokonzertauftritte in Europa, den Vereinigten Staaten und Südamerika fort.

## Tondokumente
Zahlreiche Schallplatten- und Rundfunkaufnahmen sind vorhanden. Das amerikanische Label Vox veröffentlichte auf Langspielplatte unter anderem Violinkonzerte von Beethoven (unter Heinrich Hollreiser, einschließlich der beiden Violinromanzen), Dvořák (unter Rolf Reinhardt), Glasunow (unter Håkan von Eichwald), Goldmark (unter Reinhardt), Paganini (op. 6, unter Reinhardt), Sibelius (unter von Eichwald) und Wieniawski (op. 22, unter Reinhardt).
Auf Eurodisc wurden die Konzerte von Mendelssohn Bartholdy und Tschaikowski veröffentlicht, es spielen die Bamberger Symphoniker unter Johannes Schüler.
Dazu kommen Solo- und Kammermusikaufnahmen auf verschiedenen Labels. 1949 wirkte er an Aufnahmen mit dem Saxophonisten Charlie Parker mit.
Wiederveröffentlichungen auf CD (Auswahl):
- Bronislaw Gimpel plays violin concerti by Bruch, Dvorak & Goldmark; Kreisler transcriptions. (Aufgenommen 1956 und 1957.) Vox legends CDX2 5523 (2 CDs). Vox Music Group, Hauppauge, NY 1996
- Szpilman Gimpel. (Violinsonaten von Brahms, Grieg und C. Franck mit Władysław Szpilman, aufgenommen 1958–1965.) Polskie Radio PRCD 243. Warschau 2000
- Bronislav Gimpel. (Violinkonzerte von Sibelius, Szymanowski und Wieniawski. Violinsonaten von Schubert, Mendelssohn Bartholdy, R. Schumann, Janáček, Tartini und Rathaus. Aufnahmen des RIAS, 1954–1957.) Audite 21.418 (3 CDs). Detmold 2012